# 원탁의 천사
"원탁의 천사"는 2006년에 개봉한 대한민국의 코미디 영화이다.

## 캐스팅
- 이민우 : 원탁 역
- 하동훈 : 동훈 역
- 임하룡 : 원탁 부 강영규 역
- 김상중 : 장석조/천사 역
- 김보연 : 원탁 모, 영규 처 역
- 안길강 : 천사 역
- 이한위 : 칼날 역
- 손정민 : 정아경 역
- 정시아 : 박현정 역
- 이희석 : 이성진 역
- 최권 : 김경수 역
- 인교진 : 이창수 역
- 이기정 : 뚱녀 역
- 조달환 : 춘만 역
- 박현오 : 갈포 역